# Ozorków
Ozorków je město v Polsku v Lodžském vojvodství v okrese Zgierz, správní středisko stejnojmenné městské a vesnické gminy. Nachází se asi 25 km severozápadně od Lodže a asi 135 km jihozápadně od Varšavy. Městem protéká řeka Bzura, přítok Visly. V roce 2023 zde žilo 18 064 obyvatel.
Sousedními městy jsou Aleksandrów Łódzki, Łęczyca, Parzęczew, Piątek, Stryków a Zgierz.

## Historie
První písemná zmínka o městě pochází z roku 1415. Městská práva získal Ozorków v roce 1816.

## Památky
- Katolický kostel sv. Josefa
- Kostel Povýšení sv. Kříže
- Evangelicko-augsburský kostel

## Doprava
Prochází tudy státní silnice č. 91, jižně od Ozorkówa potom dálnice A2.